# Carl Mahr
Carl Wilhelm Mahr (* 22. Dezember 1900 in Essen; † 1991 in Marburg) war ein deutscher Chemiker und Hochschullehrer.
Carl Mahr studierte Chemie und Landwirtschaft in den Jahren von 1919 bis 1928 in Jena, Freiburg im Breisgau, auf dem Hof Geisberg/Wiesbaden und in Marburg. Er wurde 1928 bei Wilhelm Strecker an der Universität Marburg promoviert und habilitierte sich dort 1936 für anorganische und analytische Chemie. Anschließend war er dort bis 1938 als Dozent tätig, bevor er an die Technische Hochschule Karlsruhe wechselte, ab 1942 als außerplanmäßiger Professor. Im Folgejahr kehrte er als außerordentlicher Professor nach Marburg zurück. Dort wurde er 1955 persönlicher Ordinarius und 1962 ordentlicher Professor. Emeritiert wurde er 1969.
Sein Arbeitsgebiet war die anorganische Analytik, insbesondere unter Einsatz von Komplexverbindungen. Bekannt wurde er als Autor von Praktikumsanleitungen für Studierende.